# Loi allemande des pleins pouvoirs de 1933
Vous lisez un « article de qualité » labellisé en 2011.
Pour les articles homonymes, voir Pleins pouvoirs.
Lire en ligne

Loi allemande des pleins pouvoirs de 1933 sur Wikisource

La loi allemande des pleins pouvoirs de 1933, également connue sous le nom de loi d'habilitation ou sous sa dénomination officielle de Gesetz zur Behebung der Not von Volk und Reich vom 24. März 1933 (Loi du 24 mars 1933 de réparation de la détresse du peuple et du Reich), est une loi allemande qui donna à Adolf Hitler le droit de gouverner par décret, c'est-à-dire de prendre des textes à portée législative sans aucune procédure parlementaire.
La loi des pleins pouvoirs fut adoptée, le 23 mars, par le Reichstag, par 444 votes pour et 94 votes contre. Tous les partis d'extrême droite, de droite et du centre ont voté pour. Seuls les socialistes ont voté contre ; les communistes, qui constituaient l'autre courant de gauche, n'ont pas pu voter en raison de la répression (ils avaient été contraints d'entrer dans la clandestinité ou étaient internés).
Promulguée le lendemain pour une période renouvelable de quatre ans, la loi resta en vigueur jusqu'à la chute du régime nazi, en mai 1945. Après la Reichstagsbrandverordnung (« décret sur l'incendie du Reichstag »), elle constitua la deuxième étape législative de la Gleichschaltung (« mise au pas »), qui déboucha sur l'instauration du système totalitaire nazi.

## Contexte juridique

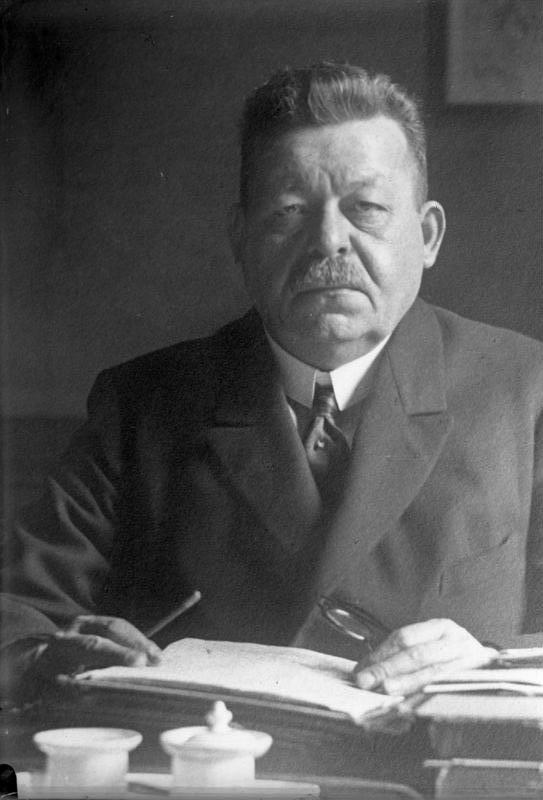
Friedrich Ebert en 1923.

La Constitution de Weimar ne prévoit pas la possibilité d'adopter des lois donnant les pleins pouvoirs à l'exécutif. Pourtant, entre 1919 et 1923, le Reichstag a adopté des lois-cadres, limitées dans le temps et portant essentiellement sur les domaines économique et financier ; elles sont le plus souvent appliquées sous le contrôle de commissions parlementaires ou de commissions mixtes du Reichstag et du Reichsrat.
En revanche, la Constitution prévoit, en son article 48, 2e alinéa, la possibilité pour le président du Reich de prendre des décrets d'urgence (Notverordnung), ce qui fait du chef de l'État « un législateur de substitution ». Cette possibilité est largement utilisée par le président Friedrich Ebert qui signe 116 décrets d'octobre 1919 à janvier 1925, puis par le président Paul von Hindenburg, surtout à partir de juillet 1930. Durant cette deuxième période, les décrets ne répondent plus à une logique d'urgence et ne sont plus centrés sur des mesures économiques et financières ; il s'agit pour le président et le gouvernement d'imposer des législations rejetées par le Reichstag, progressivement dépouillé de ses fonctions. Amorcée par le chancelier Brüning, puis systématisée par Franz von Papen et Kurt von Schleicher, la promulgation de lois par décret reste dans le cadre constitutionnel et relève d'un consensus entre le président, le ministère et la majorité parlementaire.

## Contexte politique

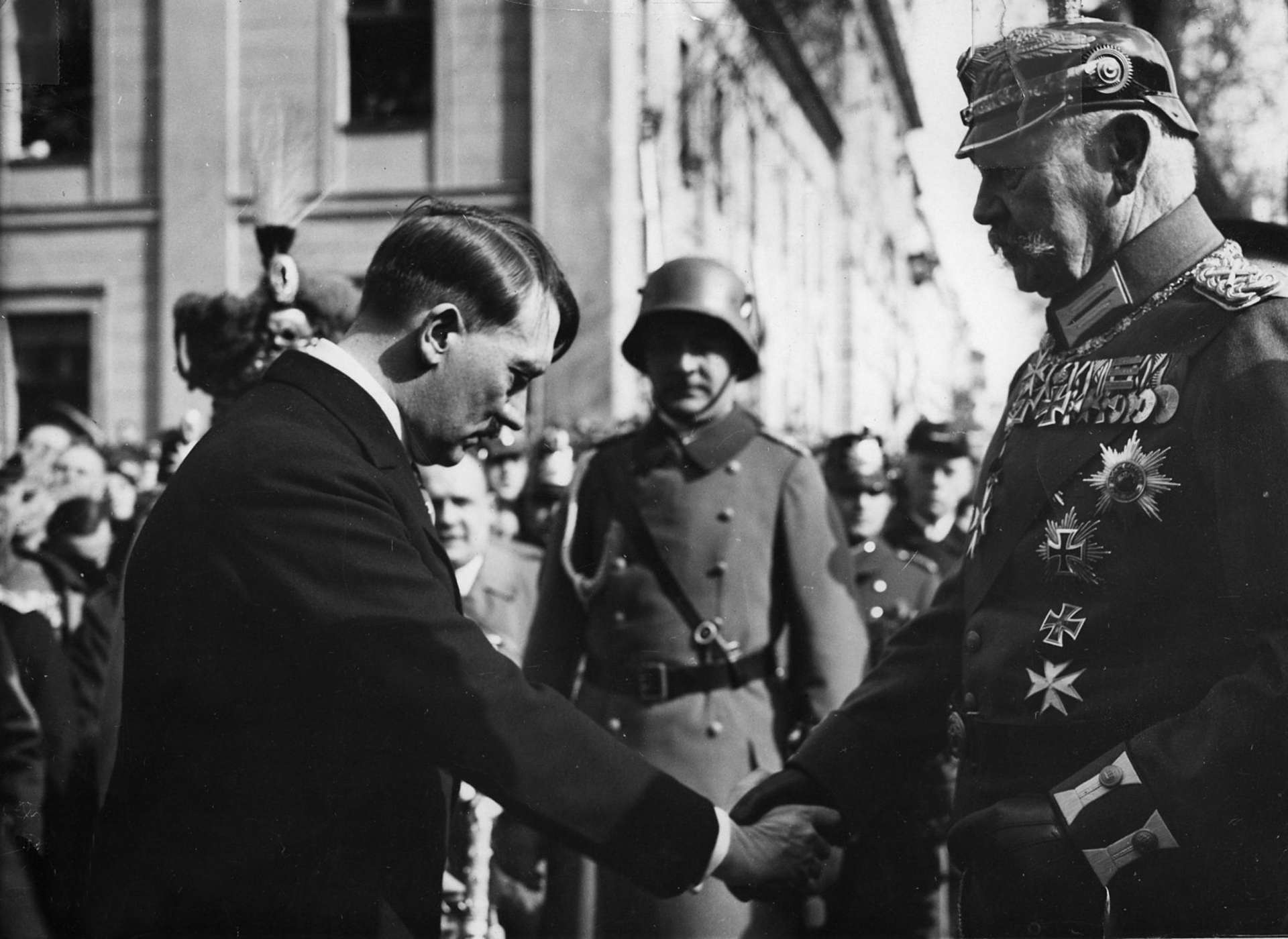
Adolf Hitler et Paul von Hindenburg, à Potsdam, le 21 mars 1933.

Lorsqu'il accepte le poste de chancelier du Reich, le 30 janvier 1933, Adolf Hitler exige que de nouvelles élections législatives soient organisées, afin de renforcer le poids du parti nazi : celui-ci ne dispose que de deux ministres au sein du gouvernement (Wilhelm Frick à l'Intérieur et Hermann Göring, ministre sans portefeuille) et le résultat des élections législatives de novembre 1932 (33,1 % pour le NSDAP) a confirmé la chute du vote en faveur des nazis par rapport au deuxième tour de l'élection présidentielle du 10 avril 1932 (36,8 %) ou aux élections législatives de juillet 1932 (37,3 %). Le 1er février, le président du Reich, Paul von Hindenburg signe le décret de dissolution des chambres, qui fixe la date des élections au 5 mars.
La campagne électorale se déroule dans un climat d'intimidation. Utilisant les nouveaux pouvoirs dont il dispose en tant que chancelier, Hitler fait cesser la parution de journaux qui critiquent le gouvernement et les rassemblements publics sont prohibés dans plusieurs localités par les autorités ; les membres de la SA perturbent les réunions des adversaires politiques des nazis et passent à tabac nombre d'opposants. Cette « brutalisation » de la campagne électorale est favorisée par le « décret présidentiel pour la protection du peuple allemand » du 4 février 1933 qui donne pleins pouvoirs au gouvernement pour interdire réunions et publications, et qui est largement utilisé par Hitler contre les communistes, les socialistes et les membres du Zentrum ; elle est également facilitée par la décision d'Hermann Göring, en tant que ministre de l'Intérieur de Prusse, de recruter 50 000 membres de la SA, de la SS et du Stahlhelm comme auxiliaires de police, ce qui leur assure une totale impunité.
Une intense campagne de propagande, soutenue par un apport de fonds considérable venant des milieux industriels, est orchestrée par Joseph Goebbels. Un de ses points culminants est le discours prononcé par Hitler au palais des sports de Berlin, le 10 février, devant une foule immense et enthousiaste, discours rediffusé à travers toute l'Allemagne par la radio.
À la suite de l'incendie du Reichstag dans la nuit du 27 au 28 février, incendie présenté de façon mensongère par les nazis comme le résultat d'un « complot communiste », Hitler obtient l'accord des membres du gouvernement pour soumettre un décret d'urgence au président Hindenburg, qui signe le texte dans la journée du 28 février. Basé sur l'article 48, 2e alinéa de la Constitution, le Reichstagsbrandverordnung (décret de l'incendie du Reichstag) permet de restreindre en dépassant les normes légales normalement applicables, la liberté individuelle, la liberté d'expression, notamment la liberté de la presse, du droit de réunion et d'association.
« La publication du décret de l'incendie du Reichstag [est] accompagnée d'un déferlement de propagande » qui fait la preuve de son efficacité. Dans toute l'Allemagne, la SA fait déferler « la terreur sanglante des hordes déchaînées » ; les locaux du Parti communiste sont systématiquement saccagés et ses membres sont arrêtés par milliers. De manière plus générale, les nazis mettent en place « un dispositif associant l'intimidation, la répression et la propagande ». 

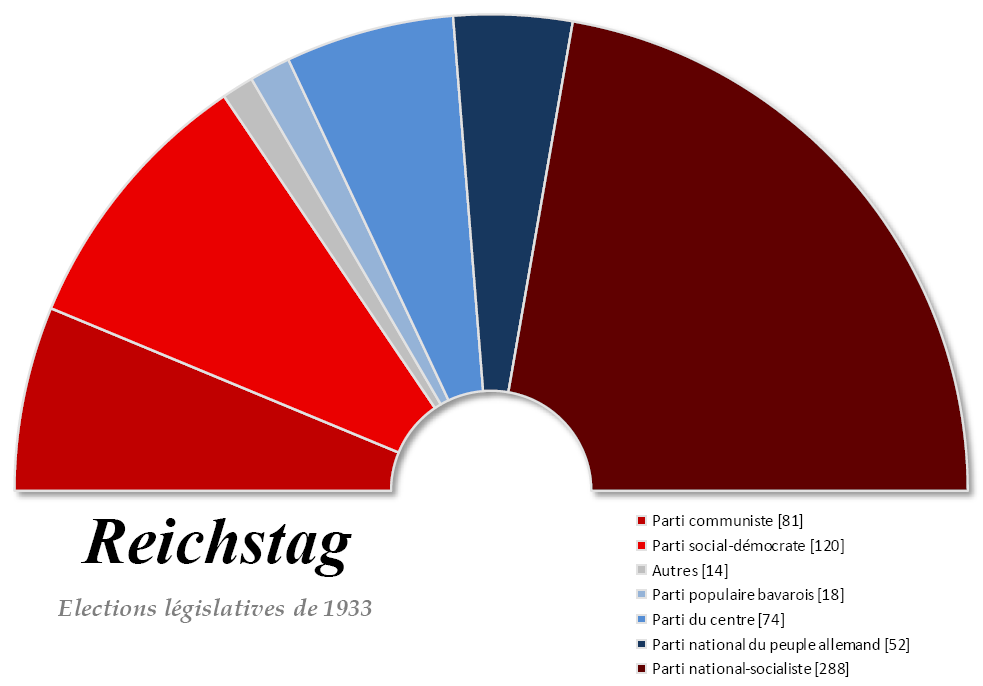
Répartition des 647 sièges du Reichstag après l'élection de 1933.
Parti communiste – KPD (81 sièges)
Parti social-démocrate – SPD (120 sièges)
Autres partis (14 sièges)
Parti populaire bavarois (18 sièges)
Parti du centre – Zentrum (74 sièges)
Parti national du peuple allemand – DNVP (52 sièges)
Parti national-socialiste – NSDAP (288 sièges)

À l'issue des élections, le parti nazi remporte 43,9 % des voix, le parti social-démocrate (SPD) 18,3 %, le parti communiste (KPD) 12,3 %, le Zentrum 11,2 % et le parti national du peuple allemand (DNVP) 8 %, le reste des voix se dispersant entre divers petits partis.
En sièges, le parti nazi (288 élus) et le DNVP (52 élus), disposent d'une majorité simple, avec 340 députés sur 647 ; à gauche, le SPD a 120 élus et le KPD 81 ; le vaste éventail des partis du centre et de la droite conservatrice réunit 106 députés, dont 74 appartiennent au Zentrum. Si les nazis et le DNVP disposent d'une majorité de 16 voix, « c'était assez, peut-être, pour expédier les affaires courantes du gouvernement, mais c'était loin de la majorité des deux tiers dont Hitler avait besoin pour mener à bien un nouveau et audacieux plan visant à établir sa dictature avec le consentement du Parlement ».
L'ouverture de la session du nouveau parlement est organisée dans l'église de la garnison de Potsdam, site symbolique de la monarchie prussienne, le 21 mars 1933, date anniversaire de la première réunion du Reichstag après la fondation du Reich allemand par Bismarck. Devant Hindenburg, en tenue de maréchal prussien, Hitler, en redingote, prononce un discours qui se distingue par son ton modéré,. Ce « coup de théâtre grandiose [...] permet de faire un grand pas dans l'instauration du prestige de Hitler comme chef national ». « Pour la majorité de la population, l'euphorie nationale des semaines qui ont suivi les élections de mars [...] n'a été assombrie par aucune inquiétude devant la vague de répression et de terreur déchaînée contre ceux qui ne désiraient pas appartenir à la nouvelle communauté du peuple ».

## Préparation et vote du projet de loi
« Il est nécessaire de reconnaître que le mot Ermächtigungsgesetz est une appellation juridiquement imprécise et même inexacte. [...] La réalité, c'est une loi constitutionnelle provisoire de la nouvelle Allemagne. »

— Carl Schmitt

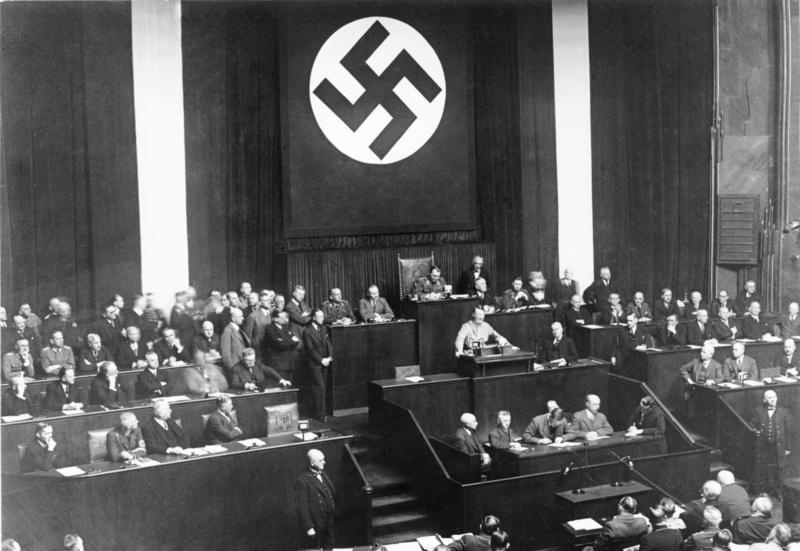
Le discours d'Adolf Hitler au Reichstag le 23 mars 1933 qui annonce la loi des pleins pouvoirs.

L'ambiance diffère radicalement lors de la première séance du Reichstag, qui s'ouvre à l'opéra Kroll, le 23 mars 1933, vers 14 heures. Revêtu, comme tous les députés nazis, de l'uniforme brun de la SA, Adolf Hitler prend la parole sous une énorme bannière arborant la croix gammée. Le chancelier adopte un ton conciliant et commence son discours en affirmant que la loi des pleins pouvoirs qu'il soumet au vote ne sera utilisée que dans un nombre de cas limité et préserve les pouvoirs du Reichstag, du Reichsrat et du président, l'existence des États de la fédération et les droits des Églises. Il prend ensuite un ton menaçant : « le gouvernement de soulèvement national est déterminé et préparé à prendre acte de l'annonce d'un rejet et donc de la proclamation d'une résistance. C'est à vous, messieurs, qu'il appartient à présent de décider si nous aurons la guerre ou la paix ». Le discours est accueilli par des ovations « dans une atmosphère qui ressemblait plutôt à un état de siège, du fait des sentinelles SA et SS postées autour de l'Assemblée. Les groupes [politiques] se retirèrent pour une pause de trois heures, afin de délibérer ».
L'acceptation d'une telle disposition, qui modifie radicalement la Constitution et « retire au Parlement le pouvoir législatif », est loin d'être acquise. En vertu de l'article 76 de la Constitution, deux tiers des députés, soit 432, doivent être présents et la proposition doit recueillir deux tiers de votes favorables. Le parti nazi et son allié, le DNVP, disposant de 340 sièges, ne peuvent passer en force : le vote est donc précédé de manœuvres et de tractations.

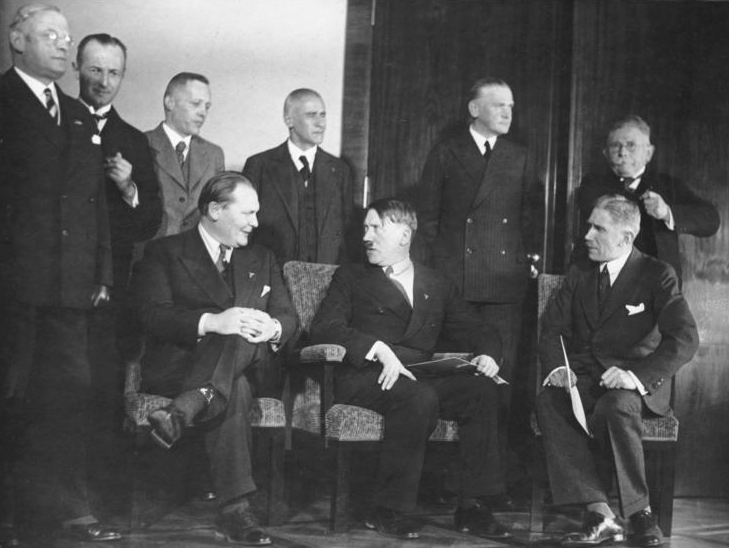
Le cabinet Hitler, le 30 janvier 1933 : assis, de gauche à droite, Hermann Göring, Adolf Hitler et Franz von Papen.

Lors de la première réunion du gouvernement après les élections, le 7 mars 1933, Hitler explique à ses ministres qu'il s'attend à disposer de la majorité nécessaire pour adopter la loi des pleins pouvoirs « puisque les députés communistes étaient en prison et ne siégeraient pas ». Dans la ligne de ces propos, le président du Reichstag, Hermann Göring, décide, sans aucune base légale, que les 81 élus du parti communiste ne sont pas pris en compte pour le calcul du quorum des présents, ce qui réduit celui-ci de 432 à 378 membres. Selon Alfred Grosser[réf. nécessaire], les mandats des députés communistes ont été annulés par une loi du 13 mars 1933. Göring propose, si nécessaire, d'éliminer de la Chambre quelques sociaux-démocrates. En outre, à la suggestion du ministre de l'Intérieur Wilhelm Frick, et au prix d'une « manipulation éhontée de la procédure du Reichstag [...] les députés absents sans excuse seraient comptés comme présents ». Le 15 mars, Hitler fait savoir aux membres du gouvernement qu'une adoption à la majorité des deux tiers ne rencontrera aucun problème ; le 20 mars, il affirme que le soutien du Zentrum est acquis, moyennant la création d'une « petite commission de surveillance des mesures prises ». À l'instar de ce qui s'est passé en Italie, où Benito Mussolini a muselé le parti catholique en échange des accords du Latran, Hitler fait un troc, en promettant au Zentrum que son soutien permettra la conclusion d'un concordat.
Le projet de loi des pleins pouvoirs n'est dénoncé que par le quotidien libéral Vossische Zeitung dans son édition du 21 mars : pour ce journal, la législation en préparation remet en cause non seulement des dispositions essentielles de la Constitution de Weimar, mais aussi « les fondements juridiques sur lesquels la culture du monde européen s'est développée depuis un siècle et demi ». Le parti communiste et le parti socialiste, qui disposent pourtant encore de milices armées n'organisent aucune résistance extra-parlementaire, via une grève générale ou une insurrection.

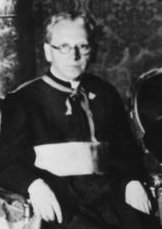
Ludwig Kaas en 1933.

Après plusieurs jours de discussions, le président du Zentrum, Ludwig Kaas, accepte de soutenir la proposition moyennant des garanties : « l'Église ne serait pas affectée par la loi des pleins pouvoirs [...], les États fédérés, bastions du catholicisme dans le Sud, conserveraient leur intégrité [et] la justice resterait indépendante ». Kaas demande également à Hitler de lui donner, par écrit, la garantie que le président disposerait d'un droit de veto ; Hitler accepte, mais ne respecte pas son engagement et ne rédige aucun écrit. Ce n'est que dans l'après-midi du 23, pendant l'interruption de séance qui suit le discours de Hitler, que le Zentrum donne son accord définitif, malgré les réticences des anciens chanceliers Joseph Wirth et Heinrich Brüning, pour qui « il vaut mieux périr avec gloire que terminer dans la mesquinerie ». Kaas ne dispose toutefois toujours pas de l'engagement écrit du chancelier. Lorsque Hitler lui affirme que le courrier demandé est signé et arrivera au cours du vote, Kaas prend cet engagement pour argent comptant : « s'il n'avait jamais cru Hitler, cette fois son ton était si convaincant qu'il ne pouvait s'empêcher de le croire ». Bien qu'il ne dispose que de garanties verbales, Kaas apporte son soutien au projet de loi : « en l'occurrence, le Zentrum avait joué un rôle particulièrement honteux ; par peur de la terreur et de la répression au grand jour, il s'était incliné devant la tactique hitlérienne de pseudo-légalité ».

Lors du débat du 23 mars, seule une voix s'élève contre la loi de pleins pouvoirs : malgré les menaces, le président du parti social-démocrate, Otto Wels, s'oppose clairement au projet de loi. Sous les vociférations des membres de la SA, il prend la parole d'une voix calme et avec une grande dignité.

« Aucune loi ne vous donnera le pouvoir d'anéantir des idées qui sont éternelles et indestructibles [...] Nous saluons les persécutés et les brimés. Nous saluons nos amis dans le Reich [...] Le courage de leurs convictions, leur confiance restée intacte sont les gages d'un avenir meilleur. »

— Otto Wels, 23 mars 1933
La réplique de Hitler est facilitée par le fait que le projet de discours de Wels a été envoyé à l'avance à la presse, ce qui lui a permis de préparer sa réponse. Hitler, « dans un état d'irritation extrême » répond par « des paroles pleines de mépris ».

« Vous vous figurez que votre étoile peut se lever de nouveau. Messieurs, c'est l'étoile de l'Allemagne qui va se lever, et la vôtre qui va pâlir. [...] L'Allemagne sera libre, mais pas grâce à vous. »

— Adolf Hitler, 23 mars 1933
Hitler termine cette deuxième intervention, particulièrement virulente envers le parti social-démocrate et qui est « l'exemple le plus célèbre de son habileté rhétorique », en précisant que s'il soumet le projet de loi au vote, c'est par respect de la légalité, qu'il demande aux députés de lui accorder ce qu'il aurait pu prendre de toute façon. Après la « tempête d'applaudissements » qui suit les discours d'Hitler, les représentants des autres partis montent à la tribune et exposent le motif de leur adhésion ; les trois lectures du projet de loi sont expédiées en quelques minutes. Lors du vote, le projet est adopté avec 444 voix pour, dont celle de Theodor Heuss, et 94 contre ; seuls les sociaux-démocrates émettent un vote négatif. La majorité est si importante que la présence des 26 députés sociaux-démocrates emprisonnés ou en fuite, et des 81 députés communistes dans le même cas, n’aurait pas empêché l'adoption de la loi.
La loi des pleins pouvoirs est promulguée par le gouvernement le 24 mars. Conformément aux dispositions constitutionnelles, elle est contresignée par le président Hindenburg, le chancelier Hitler, le ministre de l'Intérieur Frick, le ministre des Affaires étrangères von Neurath et le ministre des Finances von Krosigk.

## Texte de la loi
| Gesetz zur Behebung der Not von Volk und Reich | Loi de réparation de la détresse du peuple et du Reich |
| Der Reichstag hat das folgende Gesetz beschlossen, das mit Zustimmung des Reichsrats hiermit verkündet wird, nachdem festgestellt ist, daß die Erfordernisse verfassungsändernder Gesetzgebung erfüllt sind: | Le Parlement du Reich a adopté la loi suivante qui, à la suite de son approbation par le Reichsrat, est promulguée par la présente, après qu'il a été établi que sont satisfaites toutes les conditions législatives en vue d'une réforme constitutionnelle. |
| Artikel 1 | Article 1 |
| Reichsgesetze können außer in dem in der Reichsverfassung vorgesehenen Verfahren auch durch die Reichsregierung beschlossen werden. Dies gilt auch für die in den Artikeln 85 Abs. 2 und 87 der Reichsverfassung bezeichneten Gesetze. | Outre les modalités de procédure prévues par la Constitution, les lois du Reich peuvent être ordonnées par le gouvernement du Reich. Cette disposition s'applique également aux lois référencées aux articles 85 alinéa 2 et 87 de la Constitution du Reich. |
| Artikel 2 | Article 2 |
| Die von der Reichsregierung beschlossenen Reichsgesetze können von der Reichsverfassung abweichen, soweit sie nicht die Einrichtung des Reichstags und des Reichsrats als solche zum Gegenstand haben. Die Rechte des Reichspräsidenten bleiben unberührt. | Les lois du Reich ordonnées par le gouvernement du Reich peuvent déroger à la Constitution du Reich, dans la mesure où elles ne concernent ni le parlement ni le Reichsrat en tant qu'institutions. Les prérogatives présidentielles restent inchangées. |
| Artikel 3 | Article 3 |
| Die von der Reichsregierung beschlossenen Reichsgesetze werden vom Reichskanzler ausgefertigt und im Reichsgesetzblatt verkündet. Sie treten, soweit sie nichts anderes bestimmen, mit dem auf die Verkündung folgenden Tage in Kraft. Die Artikel 68 bis 77 der Reichsverfassung finden auf die von der Reichsregierung beschlossenen Gesetze keine Anwendung. | Les lois du Reich ordonnées par le gouvernement du Reich sont signées par le chancelier du Reich et publiées dans le Journal officiel du Reich. Sauf dispositions particulières, elles entrent en vigueur au lendemain de leur publication. Les articles 68 à 77 de la Constitution du Reich ne s'appliquent pas aux lois ordonnées par le gouvernement du Reich. |
| Artikel 4 | Article 4 |
| Verträge des Reiches mit fremden Staaten, die sich auf Gegenstände der Reichsgesetzgebung beziehen, bedürfen für die Dauer der Geltung dieser Gesetze nicht der Zustimmung der an der Gesetzgebung beteiligten Körperschaften. Die Reichsregierung erläßt die zur Durchführung dieser Verträge erforderlichen Vorschriften.                                     | Les accords à objet législatif conclus par le Reich avec des États étrangers ne nécessitent aucune approbation par les instances participant de la législation. Le gouvernement du Reich édicte la réglementation indispensable à l'application de ces accords.                                                                                                   |
| Artikel 5 | Article 5 |
| Dieses Gesetz tritt mit dem Tage seiner Verkündung in Kraft. Es tritt mit dem 1. April 1937 außer Kraft, es tritt ferner außer Kraft, wenn die gegenwärtige Reichsregierung durch eine andere abgelöst wird. | Cette loi entre en vigueur au jour de sa proclamation. Elle sera caduque au 1er avril 1937. Elle peut en outre être abrogée en cas de remplacement du gouvernement actuel du Reich par un autre. |
| Berlin, den 24. März 1933 | Berlin, le 24 mars 1933 |
| Der Reichspräsident von Hindenburg Der Reichskanzler Adolf Hitler Der Reichsminister des Innern Frick Der Reichsminister des Auswärtigen Freiherr von Neurath Der Reichsminister der Finanzen Graf Schwerin von Krosig | Le président du Reich von Hindenburg Le chancelier du Reich Adolf Hitler Le ministre de l'Intérieur du Reich Frick Le ministre des Affaires étrangères du Reich von Neurath Le ministre des Finances du Reich Comte Schwerin von Krosig |

## Conséquences
« Maintenant nous sommes les maîtres »

— Joseph Goebbels, 25 mars 1933.
La loi du 23 mars 1933 porte le coup de grâce à la Constitution de Weimar : « elle décide tout simplement l'abrogation de la séparation des pouvoirs et l'auto-affirmation du gouvernement en matière législative, ce qui infirme de facto les compétences inchangées du président et du Parlement [...] jusqu'au déni de tout appareil constitutionnel au bénéfice du seul Führer ». Avec l'entrée en vigueur de la loi des pleins pouvoirs, le Reichstag devient inutile et Hitler gouverne par décrets, avec ou sans la caution du président Hindenburg, sans devoir formellement modifier la Constitution : la domination de Hitler est institutionnellement sécurisée. La loi est reconduite en 1937 et en 1939, puis, en 1943, elle acquiert une validité illimitée.
Mis hors jeu et soumis à de fortes pressions, le DNVP prononce sa dissolution le 26 juin 1933, suivi par le Parti démocrate allemand, le 28 juin, par le parti populaire allemand le 4 juillet, puis par le Zentrum, le 5 juillet, après la signature du concordat. Le parti socialiste et le parti communiste sont définitivement interdits le 14 juillet 1933, lorsque le parti nazi est instauré comme parti unique.
La loi des pleins pouvoirs permet au régime nazi d'imposer ses premières mesures législatives antisémites, avec la loi sur la restauration du fonctionnariat du 7 avril 1933. Elle sert de base légale, entre autres, à la loi du 1er décembre 1933 qui scelle l'unité du parti et de l'État, à la loi pour la reconstruction du Reich du 30 janvier 1934 qui transforme les gouvernements des États fédérés en organismes administratifs du Reich, puis à la loi de réforme des dispositions de la législation et de la procédure pénale du 23 mars 1934, qui met en place le Volksgerichtshof. Le 1er août 1934, alors que Hindenburg agonise, Hitler s'affranchit des limites posées par l'article 2 de la loi des pleins pouvoirs, en décrétant la fusion des fonctions de président et de chancelier : doté d'« un pouvoir global, polyvalent, exclusif, illimité et juridiquement consacré, le Führer devient la nation, la volonté et la loi de la nation ».

## Abrogation

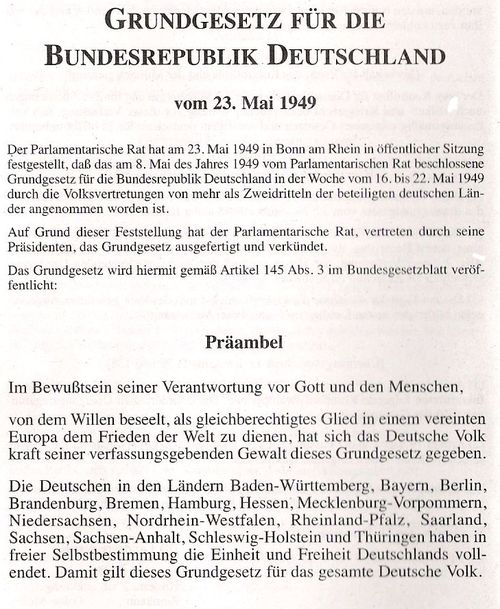
Préambule de la Loi fondamentale du 23 mai 1949.

La loi des pleins pouvoirs est abrogée via la loi no 1 du Conseil de contrôle allié du 20 septembre 1945 portant abrogation du droit nazi. En République fédérale allemande, l'article 123, §1, de la loi fondamentale du 23 mai 1949, placé sous le titre des dispositions transitoires et finales, dispose que « le droit en vigueur antérieurement à la première réunion du Bundestag demeure en vigueur dans la mesure où il n'est pas contraire à la loi fondamentale ». De par cet article, la loi des pleins pouvoirs, comme la Reichstagsbrandverordnung ou les lois de Nuremberg ne sont donc plus en vigueur, notamment en raison de la violation flagrante des articles 1 à 20 de la loi fondamentale, relatifs aux libertés publiques. En République démocratique allemande, la Constitution du 7 octobre 1949 abroge, via son article 144, les dispositions qui lui sont contraires et a une portée semblable à celle de l'article 123, §1, de la loi fondamentale, qui s'applique à l'Allemagne réunifiée depuis le 3 octobre 1990. Les derniers vestiges de la loi des pleins pouvoirs et d'autres textes inspirés ou adoptés par les nazis sont réduits à néant par la loi d'abrogation des peines nationales-socialistes injustes prévues dans le Code pénal du 25 août 1998, entrée en vigueur le 1er septembre 1998.